# Collin Martin
Collin Martin (* 9. November 1994 in Chevy Chase, Maryland) ist ein US-amerikanischer Fußballspieler der derzeit bei San Diego Loyal in der USL Championship spielt. Martin gab am 29. Juni 2018, während er für Minnesota United in der Major League Soccer (MLS) spielte, bekannt, dass er homosexuell sei. Damit war er der einzige offen schwule Fußballspieler in einer nationalen Spitzenliga und einzige Athlet einer US-amerikanischen Major League.

## Leben
Martin wurde in Chevy Chase (Maryland) unweit von Washington, D.C. geboren. Dort wuchs er als zweitjüngstes Kind bis zu seinem 12. Lebensjahr in einer religiösen Familie auf, bevor er nach Ohio zog, um in der Fußballschule Brad Friedels sein Spiel zu verbessern. Nach seinem 18-monatigen Aufenthalt bei Friedel besuchte Martin im heimatlichen Chevy Chase die High School und zog schließlich 2012 nach Winston-Salem, um dort die Wake Forest University zu besuchen. Einen Studiumsabschluss erlangte er in Geschichte von der George Washington University.

## Karriere

### Vereinskarriere
Martin begann seine Karriere in der D.C. United Academy, der Jugendakademie von D.C. United, deren MLS-Mannschaft auch seine erste Profistation darstellte. Bevor er in die MLS wechselt studierte Martin jedoch an der Wake Forest University, für dessen Fußballteam, die Wake Forest Demon Deacons, er in der NCAA-Atlantic Coast Conference spielte. Diesen Schritt zog er einem Engagement bei der TSG 1899 Hoffenheim vor, die ihm ebenfalls ein Angebot unterbreitet hatte.
Nach nur einem Jahr bei den Demon Deacons wechselte Martin zurück zu D.C. United. Um Spielerfahrung sammeln zu können, wurde Martin zum Farmtam, die Richmond Kickers, in die United Soccer League (USL) geschickt. In seiner ersten Saison bei D.C. United konnte er mit seiner Mannschaft den Lamar Hunt U.S. Open Cup gewinnen, blieb jedoch ohne Einsatz in diesem Wettbewerb.
2017 wechselte Martin zu Minnesota United. Für seinen neuen Verein bestritt er am 25. März sein erstes Spiel, als er in der 63. Minute für Mohammed Saeid eingewechselt wurde. Im April 2019 wurde Martin an Hartford Athletic in die USL für den Rest des Jahres verliehen.
Zur Saison 2020 wechselte Martin innerhalb des USL Championship zum neugegründeten San Diego Loyal SC, der im Jahr 2020 erstmals in der USL Championship antrat.

### Nationalmannschaft
Collin Martin durchlief die US-amerikanischen Junioren-Nationalmannschaften der unter 14-, 15- und 17-jährigen. Außerdem gehörte er der U-20-Nationalmannschaft an, für die er in fünf offiziellen Länderspielen auflief.

## Erfolge
- 2012: Berücksichtigung für das „All-ACC Freshman Team“
- 2013: Gewinner des US Open Cup mit D.C. United